# کازوهیکو هاسه‌گاوا
کازوهیکو هاسه‌گاوا (به ژاپنی: 長谷川 和彦، Kazuhiko Hasegawa) (زادهٔ ۵ ژانویهٔ ۱۹۴۶) کارگردان، و فیلم‌نامه‌نویس اهل ژاپن است. وی در یکمین جشنواره فیلم یوکوهاما برندهٔ جایزهٔ بهترین کارگردانی شده‌است.